# Hamish Watson (futbolista)
Hamish Watson (17 de abril de 1993 en Lower Hutt) es un futbolista neozelandés que juega como delantero en el Team Wellington.

## Carrera
Debutó en 2010 en el Lower Hutt City. Jugó la ASB Premiership 2011-12 para el Hawke's Bay United y en 2012 firmó con el Team Wellington. El 5 de febrero de 2014, en el último día de transferencias de verano de la A-League, fue contratado por el Wellington Phoenix luego de que perdiera los 10 kilos que le había pedido el entrenador, Ernie Merrick, llegando así a ser un jugador profesional. En 2014 viajó a Inglaterra para entrenar con el Grimsby Town, equipo de la Conference Premier, quinta división inglesa; y logró ser contratado. En 2015 fue cedido al Gainsborough Trinity, de la sexta categoría. Ese mismo año regresó a Nueva Zelanda para firmar con el Hawke's Bay. A principios de 2016 fue contratado nuevamente por los Nix para remplazar los meses que restaban de torneo a Roy Krishna, lesionado; aunque posteriormente le sería ofrecido un contrato definitivo. A principios de 2018 fue rescindido, por lo que regresó a la liga neozelandesa al firmar con el Team Wellington.

### Clubes
| Club                       | País          | Año             |
| -------------------------- | ------------- | --------------- |
| Lower Hutt City            | Nueva Zelanda | 2010 - 2011     |
| Hawke's Bay United         | Nueva Zelanda | 2011 - 2012     |
| Team Wellington            | Nueva Zelanda | 2012 - 2014     |
| Wellington Phoenix         | Nueva Zelanda | 2014            |
| Grimsby Town Football Club | Inglaterra    | 2014 - 2015     |
| Gainsborough (a préstamo)  | Inglaterra    | 2015            |
| Hawke's Bay United         | Nueva Zelanda | 2015 - 2016     |
| Wellington Phoenix         | Nueva Zelanda | 2016 - 2018     |
| Team Wellington            | Nueva Zelanda | 2018 - Presente |

### Selección nacional
Conquistó el Campeonato Sub-20 de la OFC 2013 y disputó la Copa Mundial de ese mismo año representando a Nueva Zelanda.

## Palmarés
| Título                | Club             | País          | Año  |
| --------------------- | ---------------- | ------------- | ---- |
| Campeonato Sub-20 OFC | Selección Sub-20 | Nueva Zelanda | 2013 |
| Liga de Campeones     | Team Wellington  | Nueva Zelanda | 2018 |